# Vallhund sueco
El Vallhund es una raza canina de tipo spitz originaria de Suecia.

## Historia
En Suecia, el club especial para esta raza Svenska Kennel Västgötaspets (SKV) se formó en 1976, y su tarea principal es trabajar supervisando que la raza sea criada de forma sana y sin problemas congénitos.
En 1942, la raza casi se extinguió, pero el artista Björn von Rosen y el director Karl-Gustaf Zettersten la salvaron, al encontrar ejemplares de västgötaspet para poder comenzar un programa de cría que no se basara en la endogamia, a pesar de que solo eran un puñado de ejemplares. Desde 1943, la raza fue reconocida por el Kennel Club sueco (SKK) bajo el nombre de svensk vallhund adoptándose el actual estándar, aunque el nombre oficial de la raza le fue dado hasta 1953.
Aun así, la raza sigue siendo bastante rara en todo el mundo, sin embargo, fue admitida en el AKC en 2007. En 2008, el Vallhund, el Plott hound, el Mastín Tibetano y el Beauceron compitieron por primera vez en Westminster Kennel Club Dog Show.

### Orígenes
Se cree que la raza comienza a distinguirse durante la época de los Vikingos, hace más de un milenio. Conocido como "Perro Vikingo", el Vallhund se crio para pastorear el ganado, capturar animales dañinos (como las ratas) y vigilar la casa.

### Etimología
El nombre vallhund significa "perro pastor" o "perro de pastoreo" en sueco.

## Temperamento
Es un gran compañero y también pueden ser utilizado para el pastoreo y la caza de roedores. Le encanta la atención humana y es muy dedicado a sus propietarios. El Vallhund sueco es ecuánime con la mayoría de las personas, pero puede ser desconfiado con los extraños y debe ser debidamente socializado y entrenado desde cachorro para evitar que se vuelva sobre-protector en la edad adulta. También es conocido por morder los talones debido a sus características de raza de pastoreo. Este es un hábito que puede ser alentado en perros de granja o de trabajo y desalentado en los animales de compañía.

### Actividades
El Vallhund pueden competir en agility, obediencia, actuación, flyball, rastreo y eventos de pastoreo. Sus instintos de pastoreo y capacidad para el entrenamiento se puede medir en las pruebas no competitivas de pastoreo.

## Vallhund en Suecia
A medida que la industria ovina ha crecido en Suecia la cría de estos perros se vuelve más común. Los Vallhund también se usan para concursar pastoreando el ganado en una prueba denominada Vallhundsprov organizado por el club sueco de pastoreo Svenska Vallhundsklubben.